# Pardosa sibiniformis
Pardosa sibiniformis is een spinnensoort in de taxonomische indeling van de wolfspinnen (Lycosidae).
Het dier behoort tot het geslacht Pardosa. De wetenschappelijke naam van de soort werd voor het eerst geldig gepubliceerd in 1995 door Guo Tang, Urita & Da-xiang Song.